# Погожекриницький сельский совет (Роменский район)
Погожекриницький сельский совет (укр. Погожокриницька сільська рада) — входит в состав
Роменского района
Сумской области
Украины.
Административный центр сельского совета находится в 
с. Погожая Криница
.

## Населённые пункты совета
- с. Погожая Криница
- с. Галенково
- с. Яковенково
- с. Степурино

## Ликвидированные населённые пункты совета
- с. Розумаково